# 小行星5202
小行星5202（英語：5202）是一颗围绕太阳公转的小行星。1983年12月5日，安東寧·姆爾科斯在克列特发现了此天体。
这颗小行星的绝对星等为160.86509等。